# Britz (Schiff, 1930)
Britz war der letzte Name eines deutschen Fahrgastschiffes, das auf den Berliner Gewässern im Einsatz war.

## Geschichte
Das Schiff wurde 1930 in Wildau gebaut, trug zunächst den Namen Ehrenbreitstein und gehörte der Reederei Eckner. Richard Eckners Reederei war im Gesellschaftshaus Grünau ansässig. Im Jahr 1931 war die Ehrenbreitstein mit einer Kapazität von 140 Fahrgästen eines seiner größeren Schiffe. Er betrieb damals außer der Ehrenbreitstein noch die Schiffe Dora, Alt-Heidelberg, Sonnenschein (nicht identisch mit der 1928 als La Paloma gebauten Sonnenschein), Liesbeth, Onkel Max, Bertha und Tante Lene, außerdem die Autoboote Klein Ursi und Opi. 1935 hatte sich an Eckners Flotte nichts Wesentliches geändert; die Ehrenbreitstein war damals nach wie vor für die Beförderung von 140 Personen zugelassen.
Das Salonmotorschiff wurde auf der Dahme eingesetzt und fuhr sonntags vom Gesellschaftshaus in Grünau nach Marienlust. Nach dem Zweiten Weltkrieg erfolgte im Juni 1946 eine Überholung samt Umbau auf der Schiffswerft Walter in Plaue. Das Schiff wurde dann unter dem Namen Christel von seinem Eigner Carl Siebert in Spandau betrieben. 1953 durfte Siebert mit der Christel 155 Fahrgäste befördern.
Später ging das Schiff in den Besitz Herbert Grundmanns über. Dieser setzte es auf der Unterhavel und dem Prinz-Leopold-Kanal ein. Grundmann betrieb später, nachdem er Berlin verlassen hatte, offenbar noch ein anderes Schiff namens Christel. Dabei handelte es sich um die ehemalige Bade II vom Werbellinsee, mit der Karl Christian Bade aus der DDR geflohen war.
Ab 1965 fuhr die ehemalige Ehrenbreitstein, nun unter dem Namen Luna, für die Stern und Kreisschiffahrt. Nachdem die Luna aber am 6. September 1965 an der Anlegestelle Beelitzhof gesunken war, weil der Wellenbockarm bei einer Grundberührung herausgerissen worden war, wurde sie erneut umgetauft und erhielt den Namen Britz. Sie war damit eines von mehreren Berliner Schiffen, die im Laufe der Zeit diesen Namen erhielten. Im Jahr 1973 trennte sich die Stern und Kreisschiffahrt von einigen älteren Fahrzeugen. Damals wurde die Britz, wie auch das Motorschiff Stolpe, abgebrochen.
Heinz Trost stellt in seinem Buch Zwischen Havel, Spree und Dahme keine Verbindung zwischen der Ehrenbreitstein – die er überhaupt nicht erwähnt – und der Britz her. Er schreibt, das Schiff stamme aus den „sechziger Jahren“, gibt aber im nächsten Satz an, es sei 1953 als Christel für die Reederei Herbert Grundmann „neu gebaut“ worden. Trost fährt fort: „Es hieß dann Luna, lief in Charter bei der „Stern und Kreisschiffahrt“ und erhielt 1966 nach fester Übernahme durch die Reederei den Namen Britz, endete jedoch schon 1973 auf dem Schrottplatz.“ Anderenorts schreibt er: „Außerdem ging 1953 das schnittige Motorschiff „Christel“ Herbert Grundmanns auf Jungfernfahrt. Es [...] war mit einem 100 PS leistenden Daimler-Benz-Dieselmotor ausgerüstet. Als Reeder Grundmann einige Jahre später einen Schiffahrtsbetrieb auf dem Ratzeburger See übernahm, ging seine „Christel“ an die Firma Steffke, wo sie den Namen Luna erhielt [...]“ Im Binnenschifferforum wird ein Umbau des Schiffes im Jahr 1953 erwähnt, den Trost vielleicht als Neubau interpretiert hat.